# کرووا
کرووا (به ایتالیایی: Crova) یک کومونه در ایتالیا است که در استان ورسلی واقع شده‌است.

## خصوصیات
کرووا ۱۴٫۲ کیلومترمربع مساحت و ۴۳۱ نفر جمعیت دارد و ۱۶۷ متر بالاتر از سطح دریا واقع شده‌است.